# Bernardo de Iriarte
Bernardo de Iriarte Nieves Rabelo (Puerto de la Cruz, 18 de febrero de 1735 - Burdeos, 13 de julio de 1814) fue un destacado político, diplomático en los reinados de Fernando VI, Carlos III, Carlos IV y José I. Era hermano del escritor Tomás de Iriarte y del también diplomático Domingo de Iriarte.

## Introducción
La llegada de los Borbones a España dio nuevos aires a una monarquía que se encontraba en un momento crítico de su existencia. En las últimas décadas de la Casa de Austria la Monarquía Hispánica daba la sensación de ser un cuerpo sin vida y sin energía, de la misma manera que su último titular, Carlos II.
Sin embargo, la situación en la que se hallaba la Corona no se debía tan solo a los problemas que tuviera el último monarca de los Austria para gobernar, sino que, como dice Jaime Contreras, «lo que falló rotundamente fueron los cuerpos políticos que representaron a la aristocracia, a ciertos sectores eclesiásticos y a los concejos urbanos más representativos». Tanto a las instituciones de la administración como a los hombres que la formaban, les faltó la energía necesaria para gobernar aquella monarquía y llevar a cabo las reformas necesarias, para tomar las decisiones que el monarca no podía tomar.
Ayudado por sus consejeros franceses, Felipe V introdujo una serie de cambios en la administración para dar nueva vida a este cuerpo. Así, aparecieron las secretarías del Despacho, nuevas instituciones con las que los asuntos se atendían con mayor rapidez y, quizá, con más eficacia que en los viejos y lentos Consejos. Junto a innovaciones como ésta, los Borbones van a utilizar, frente a la aristocracia que copa los puestos en las últimas décadas de los Habsburgo, a gente modesta para ocupar los cargos de las secretarías, las embajadas, los cuerpos del ejército y la marina, y en general todos aquellos puestos en los que los monarcas necesitan a gente de confianza y preparada.
Estos hombres, reclutados de entre los grupos más bajos del estamento nobiliario, desarrollarán su carrera al servicio del rey, y gracias a este servicio obtendrán honores y riquezas, llegando a codearse con lo más alto de la nobleza de la época. Eran, de la misma manera que Marco Tulio Cicerón en la República romana tardía, homo novus, hombres nuevos con los que reformar la monarquía, de la que llegarán a convertirse en piezas básicas. Fueron hombres como José de Grimaldo, José Patiño, Zenón de Somodevilla y Bengoechea, Campomanes, Floridablanca o Jovellanos; gente de pocos recursos propios, pero que ascendieron gracias a sus servicios a la monarquía y a su propia capacidad.
Dentro de estos hombres se puede enmarcar a Bernardo de Iriarte, que es el personaje en el que se centra este trabajo. Si bien no llegó a alcanzar los altos puestos que lograron los mencionados arriba, puede servir tan bien como ellos para conocer como funcionaba aquella administración, pues, como veremos, siguió el cursus honorum paso a paso.

## Los primeros años
Bernardo de Iriarte Nieves Rabelo nació en Puerto de la Cruz, en la isla de Tenerife, el 18 de febrero de 1735, siendo uno de los 16 hijos de Bernardo de Iriarte Cisneros y de Bárbara Cleta Marcelina de las Nieves-Ravelo y Hernández de Oropesa. Su familia, sin embargo, no era de las islas Canarias, sino del País Vasco, ya que su abuelo, Juan de Iriarte y Echeverría, era un noble de Oñate. Sin embargo, como le ocurriría al propio Bernardo más adelante en su vida, el servicio a la Corona, propio, como veremos, de la familia Iriarte, llevó al padre hasta Puerto de la Cruz. Aquí vivió Bernardo de Iriarte hasta la edad de quince años, cuando se fue a Madrid. Durante esos años debió de recibir de su padre una educación orientada a prepararle para servir al rey de la misma manera que él y sus hermanos habían hecho.

### La llamada de la corte
Dice Julio Caro Baroja: «Porque el tío apoyaba al sobrino, el mercader de lonja pudiente prefería llamar al paisano, para que le ayudara en los negocios». En efecto, era costumbre que cuando una persona en Madrid necesitaba de la ayuda de otros, buscara en su lugar de origen o en su familia para conseguir a la persona necesaria. Además de asegurar una fidelidad que de otra manera no se podría conseguir, se conseguía así promocionar tanto a la familia como a los paisanos, defendiendo de esta manera aquellos grupos con los que un personaje se sentía más cercano. Era algo típico del Antiguo Régimen que se mantuvo en el XVIII con enorme vitalidad: un ejemplo es la familia Cuadra, cuya fortuna se hizo cuando Sebastián de la Cuadra y Llarena fue nombrado secretario de Estado a finales del reinado de Felipe V. Familiares suyos como Nicolás o Diego accedieron a esa secretaría, manteniendo a la familia dentro de la administración durante generaciones.
Siguiendo este modelo, Bernardo de Iriarte fue llamado por su tío, don Juan de Iriarte, para que le ayudara en sus trabajos eruditos. Don Juan había sido bibliotecario del rey y, desde 1742, traductor de la secretaría de Estado, gracias, entre otras cosas, a que hablaba latín, francés e italiano. Ya en 1727 había pedido esta plaza, pero no la consiguió entonces, a pesar de contar con el apoyo del duque de Béjar. De él decía Guillermo Clarke al marqués de Villarias en 1742, cuando solicitó el puesto de traductor, que tenía buena voluntad pero que no se sabía nada sobre el «sigilo y fidelidad que se refieren para el servicio de dicha plaza».
Don Juan llamó a Bernardo para que le ayudara en el Diccionario latino-español, con 6.000 reales de sueldo anual, y encargándose de la educación del joven. Dado el carácter políglota del tío, y teniendo en cuenta la carrera posterior de Bernardo, es más que probable que don Juan le enseñara en estos años que pasaron juntos en la Corte las lenguas que conocía. Un tiempo que debió servir al joven para empezar a darse a conocer entre los círculos oficiales, para llamar la atención de aquellos que podían tener alguna influencia a la hora de adjudicar los puestos de la monarquía.

### Primeros destinos
En 1756 consiguió Bernardo su primer cargo dentro de la Administración como secretario de la Legación española en Parma, siendo posteriormente nombrado Encargado de Negocios en la misma ciudad. No es de extrañar que este primer puesto dependiera de la secretaría de Estado. Como ya hemos visto, su tío, don Juan, era traductor de la secretaría, y debió mover sus contactos dentro de ese organismo para conseguir ese destino para su joven pupilo, al cual, probablemente, había enseñado italiano. Y en la mencionada secretaría el conocimiento de lenguas era uno de los más destacados méritos que había para entrar.
Tras una estancia de alrededor de dos años en Parma, volvió Bernardo a Madrid como oficial octavo de la secretaría de Estado, el 15 de abril de 1758, siendo nombrado, en apenas unos meses, en agosto, oficial séptimo, con un sueldo anual de 15000 reales de vellón. Empezaba a seguir el camino tradicional dentro de la secretaría de Estado, comenzando con una serie de tareas que le ponían en contacto con los trabajos que se realizaban: ayudando a su tío tuvo que tener, sin duda, algún contacto con los oficiales y los negocios que se despachaban en aquel departamento. Y con su estancia en Parma tuvo un primer acercamiento a la realidad del trabajo diplomático. Es posible que fuera en experiencias como las de Iriarte en las que pensaba Floridablanca cuando instauró, en 1785, la figura de los «jóvenes de lenguas»: jóvenes que eran enviados a los países europeos para que aprendieran la lengua del país y los avances que en esos países tuvieran lugar, además de empezar a foguear a los futuros diplomáticos y estadistas. Tras este primer contacto, adquirida experiencia en el manejo de los asuntos diplomáticos, pasó a la oficina de la secretaría de estado, donde empezaba por abajo del todo, para ir subiendo peldaños paso a paso, en función de las vacantes que fueran apareciendo en la oficina.
Tras unos pocos años en Madrid, en mayo de 1760 el joven Bernardo fue enviado como secretario a la embajada en Londres, una de las más delicadas para el gobierno español, ya que Gran Bretaña fue, en el siglo XVIII, el principal enemigo de la monarquía, dado el interés británico en introducirse en las Indias españolas. Con este nuevo destino seguía, como anteriormente, la costumbre de la secretaría: ser enviado en los primeros años a una misión en el extranjero, para aprovechar los conocimientos que tenía y continuar con su formación. En efecto, los oficiales no eran figuras estáticas, enclaustradas en las oficinas de su departamento, sino que eran agentes activos de la monarquía, utilizados para diversas misiones, con las que mejorar, además, su preparación para futuras tareas. Enviados al extranjero cuando ya eran oficiales, volvían más tarde a la oficina, recuperando el puesto que habían dejado al marchar y aportando los nuevos conocimientos adquiridos.
Esto ocurrió con Iriarte, que volvió bastante pronto para lo que era habitual, ya que en 1761 estaba de vuelta en Madrid, debido a la entrada de España en la Guerra de los Siete Años frente a Gran Bretaña. Parece ser que la estancia de don Bernardo no fue todo lo positiva que hubiera deseado su protagonista, debido a las malas relaciones con el embajador, el conde de Fuentes, y a la enfermedad, debida al exceso de trabajo y a las condiciones climáticas. Según su propio testimonio, «fue infinito lo que escribí (...)¡Cuantas veces me puse a trabajar a las 6 de la mañana, y a las 6 de la mañana siguiente todavía estaba con la pluma en la mano!». Sobre su laboriosidad parece que no hubo muchas dudas, pues el mismo conde de Fuentes, el embajador con el que había tenido malas relaciones, opinaba que, aun estando «descontento de él, en assumptos particulares, repetidas veces ha escrito, y últimamente al tiempo de su partida, haciendo justicia à su aplicación, zelo, y talento, y que ha sido excesivo su trabajo, por la concurrencia de graves y disputados negocios, que allí han ocurrido en su tiempo». A todos estos problemas, hubo de añadirse una mala experiencia personal, debido al robo, en la residencia londinense del embajador español, de 140 guineas. Por esta razón, tuvo que pedir «algún alivio», y se le concedieron 250 doblones de oro para poder viajar hasta Madrid.

## Oficial de la secretaría de Estado
Con su regreso a Madrid, Bernardo de Iriarte comienza una nueva etapa en su vida, ya que, frente al ajetreo de sus primeros años, con continuos viajes por Europa al servicio del monarca, va a asentarse en Madrid, sirviendo en la secretaría de Estado como oficial. Su experiencia sirve para analizar esta institución, los hombres que la forman, sus costumbres y su ascenso social, ya que don Bernardo fue un ejemplo perfecto de los oficiales.
Al regresar a Madrid, se le restableció en su puesto en la secretaría de Estado, si bien en apenas dos años ya era oficial cuarto de dicho departamento, en febrero de 1763. Desde aquí, hasta noviembre de 1773, cuando alcanza la plaza de oficial mayor más antiguo, el puesto más importante de la secretaría aparte del de secretario, Iriarte sigue el escalafón de manera regular, ascendiendo puesto a puesto dentro de la secretaría, un lento pero constante avance. Este cursus honorum, común a todos los que entraban en la administración, le familiarizó con los diversos asuntos del departamento, así que al llegar al puesto de oficial mayor más antiguo estaba perfectamente capacitado para supervisar la labor de todos sus colegas, tarea que le correspondía en este puesto.
En efecto, la organización de la secretaría de Estado estaba pensada para que los oficiales fueran ascendiendo peldaño a peldaño, un ascenso rectilíneo, con lo que iban tratando todos los asuntos, ya que cada oficial se encargaba de temas distintos. La misión de estos hombres consistía en poner a disposición del soberano y del secretario de Estado todos los medios disponibles para que tomaran la decisión correcta. Ofrecían información y consejo sobre los asuntos, de manera que cuando llegaba a sus superiores era un tema que ya había sido considerado por anterioridad por especialistas, que ofrecían una guía sobre el camino a seguir. Los oficiales fueron conscientes de la importancia que tenían dentro de la estructura del Estado y de los conocimientos especiales que tenían con respecto al resto de la administración, formándose una conciencia de grupo, un grupo de técnicos especializados al servicio del monarca. Se trataba, además, de un grupo privilegiado debido a su cercanía al monarca y al secretario de Estado, con los que trataban en no pocas ocasiones, lo que redundaba en el propio beneficio de los oficiales. Tomando el caso de Iriarte, parece que mantuvo una relación especialmente buena con el secretario Jerónimo Grimaldi, según sugiere Cotarelo por un poema satírico contra el ministro italiano después del fracaso de la expedición contra Argel de Alejandro O'Reilly en 1775. Después, con Floridablanca, hubo una primera época de buenas relaciones seguida de una posterior en la que éstas se agriaron, como veremos más adelante.
Esta conciencia de grupo les lleva, por ejemplo, a realizar una reclamación conjunta para un aumento de sueldo en 1763, ya que no tienen suficiente con lo que reciben en aquel momento, teniendo en cuenta que representan a Su Majestad ante los embajadores extranjeros, con los que tratan frecuentemente, y deben, por tanto, llevar un nivel de vida acorde a esa representación. Parafraseando al marqués de la Ensenada, «por el criado conocerán al señor». Si debían representar al rey, debían tener un sueldo adecuado para representarle de manera digna. Actuaron aquí conjuntamente, hallándose entre ellos Iriarte, y recibieron el apoyo del secretario de aquellos años, el recién nombrado Grimaldi, que se ganó así el reconocimiento y lealtad de su oficina.
Junto a esta conciencia de grupo, se debió desarrollar entre estos hombres una profunda amistad, que se mantuvo a lo largo de los años, basada en un profundo conocimiento los unos de los otros, fruto de largas jornadas de trabajo conjunto. No es de extrañar, por tanto, que se nombraran albaceas testamentarios los unos de los otros, como ocurre en el caso de Bernardo de Iriarte, nombrado albacea por Bernardo del Campo, marqués del Campo, en su testamento de 1798. Su amistad debía datar de las décadas de 1760 y 1770, cuando coincidieron en la secretaría de Estado. Cuando falleció Bernardo del Campo, se tuvo que ocupar Iriarte de las disposiciones testamentarias de su antiguo colega, un trabajo que no le agradaba en absoluto, pues como decía a Mariano Luis de Urquijo en abril de 1800, “mucho deseo salir de este enredo que me ha dexado el buen Campo. Le perdono esta perrada, como las varias que me jugó en vida”. Esta amistad no impedía, sin embargo, reconocer algunos defectos entre los colegas, como los que veía Iriarte en Campo: «Repito a V.M. [Urquijo nuevamente] que Campo y todas sus cosas eran como su Vaxilla, Plaqué: Apariencia y no substancia».
En cuanto al sueldo de los oficiales, éstos iban de mayor a menor, en función del puesto que ocupara cada uno. Así, el oficial mayor más antiguo era el que más cobraba, mientras que el último era el que tenía el salario más bajo. Con el ascenso dentro del escalafón, se ganaba en responsabilidad y dinero. Los sueldos eran percibidos de manera trimestral o cuatrimestral, y si bien no había descuentos (a excepción del dinero destinado al Montepío, que estudiaremos a continuación), parece ser que la regla general era que los salarios se pagaran con retraso. Estos se empezaban a cobrar desde el momento en que eran nombrados oficiales, y en el caso de los ascensos, desde el momento en que quedaba vacante la plaza a ocupar.
A pesar de ello, como hemos visto con la queja expresada en 1763, los salarios no siempre permitían a los oficiales vivir de acuerdo a su nivel de vida, por lo que había una serie de gratificaciones y ayudas con las que ayudar a estos servidores del rey. Así, en 1763 se establecieron las ayudas de costa ordinarias, sobresueldo anual de 9.000 reales de vellón, para vivir con la decencia adecuada a un oficial de la primera secretaría. Otra ayuda eran las ayudas de costa extraordinaria, con motivo de la entrada o salida de la secretaría: así, un oficial recién nombrado la recibía para poder costearse el uniforme. Junto a éstas y otras ayudas, los oficiales de la secretaría se beneficiaron también de la existencia del Montepío, al cual se destinaba una parte del sueldo, que se recibía años después, bien por la jubilación del antiguo oficial (algo que no ocurría siempre, solo en los casos en los que este no podía, por enfermedad o cualquier otra causa, seguir sirviendo al monarca), bien por la familia de éste una vez muerto. En el caso de Bernardo de Iriarte, de una manera u otra debió conseguir vivir de una manera más que digna, a juzgar por la colección de arte que reunió a lo largo de su vida.
Junto a todos estos beneficios económicos, hay que tener en cuenta que los oficiales tenían derecho a toda una serie de honores por ser servidores del rey. Éstos, que quizá hoy en día puedan parecernos un tanto irrelevantes, tenían entonces una gran importancia, y sin duda eran valorados altamente por los propios oficiales. Por una parte, eran considerados Criados de Su Majestad, desde 1715, y también fueron considerados Secretarios del Rey. Tenían derecho a recibir el tratamiento de Señoría, el uso de uniforme, carruaje (derecho a tener una calesa, tres acémilas y una mula) y un lugar especial para presenciar las celebraciones públicas. Asimismo, era costumbre que recibieran alguna condecoración por sus servicios, que en el caso concreto de Bernardo de Iriarte se tradujo en la Orden de Carlos III, recibida el 28 de diciembre de 1772.

### Sociabilidad de un oficial de la secretaría
Un oficial de la secretaría de Estado era un personaje importante dentro de la corte. Era alguien cercano al monarca y a la figura de uno de los personajes más importantes y poderosos del país, el secretario de Estado. Además, mientras que éste podía caer en desgracia y ser reemplazado con relativa facilidad (es lo que les ocurrió, por ejemplo, a Ricardo Wall y Grimaldi), los oficiales, como hemos visto, mantenían su puesto durante largos años, hasta que pasaban a ocupar un puesto honorífico al final de su carrera. Por tanto, los oficiales eran personajes buscados dentro de la sociedad madrileña, hombres con poder e influencias, lo que les introducía dentro de las altas esferas sociales. Éste era otro de los beneficios que implicaba el servicio al rey: personas de oscuros orígenes sociales que acababan coincidiendo en los salones, en condiciones de igualdad, con los grandes señores. Si esto ya había ocurrido en siglos anteriores a la Edad Moderna, en el XVIII se dio con mayor asiduidad si cabe, pues es en el Siglo de las Luces cuando los salones, las academias y otros centros de sociabilidad vivieron su edad de oro.
A lo largo y ancho de toda Europa podemos ver como los nobles, científicos, gobernantes y burgueses ilustrados se dedicaban con verdadero entusiasmo a estos centros, lugares donde se reunían y exponían sus ideas sobre distintos asuntos, en un clima de camaradería e igualdad que no encontramos en otras esferas. España, y Madrid más en concreto, no fue ajena a esta moda, y encontramos en la capital multitud de lugares donde los ilustrados se reunían para discutir sobre diversos asuntos. Estos lugares recibieron, además, la protección real, como la Real Academia Española, fundada en los primeros años del reinado de Felipe V, y cuyos miembros recibieron el privilegio de ser nombrados «criados de su Real Casa [del Rey]». Fueron vistos por algunos como los centros desde los cuales impulsar la modernización de España, donde debatir sobre cuales eran los medios más adecuados para mejorar el país, como Campomanes con las Sociedades económicas de amigos del país, que intentó promover por toda España a imagen y semejanza de la Matritense.
Cualquiera que quería ser algo en Madrid debía dejarse ver en estos centros. Fue así, por ejemplo, como Campomanes localizó a Jovellanos, y a partir de aquí se inició el ascenso del segundo, el cual trabó también amistad con Francisco Cabarrús en otro salón. Y Bernardo de Iriarte, responsable de sus hermanos pequeños, Domingo, diplomático como él, y Tomás, el famoso escritor (al que llevaba quince años), frecuentó estos salones y sociedades, donde trabó amistad con personalidades importantes, que luego podía movilizar para favorecer a su familia. Así, frecuentó la tertulia que tenía lugar en casa de Pablo Olavide, en la década de 1760, siendo quizá aquí donde trabó su amistad con Campomanes, el cual le propondría años después, con éxito, para la Sociedad Económica Matritense. Otros salones que frecuentó fueron el de la condesa de Montijo, donde debió encontrar a Urquijo (con el que ya hemos visto que se carteaba a finales de siglo y que, según parece, era amigo de su hermano Domingo), Cabarrús y Jovellanos, y el de la Fonda de San Sebastián, donde los Iriarte entablaron amistad con otro literato, José Cadalso.
La presencia en todos estos salones y sociedades (también perteneció, desde 1774, a la Academia de Bellas Artes de San Fernando), aparte de permitir a Bernardo de Iriarte disfrutar de la compañía de personas con inquietudes similares a las suyas, le proporcionó toda una serie de conexiones muy útiles a la hora de defender los intereses de su familia, como por ejemplo los de su hermano Tomás, que vivía con él en Madrid. Así, por ejemplo, cuando estalló una polémica entre su hermano y un antiguo protegido de Esquilache, Juan José López de Sedano, Bernardo movilizó a sus amistades, como Campomanes, en la defensa de su hermano. Más adelante, en 1779, consiguió que Floridablanca, que por entonces era ya el hombre fuerte del gobierno de Carlos III, patrocinara la publicación de un poema de su hermano, llamado «La música». La ausencia de estas amistades podían acabar con las esperanzas de una familia, como les ocurre nuevamente a Bernardo y Tomás de Iriarte, cuando en 1785 el segundo aspira a encargarse de los papeles del Consejo de Estado. Sin embargo, parece que por aquella época habían perdido el favor de Floridablanca, y el deseado ascenso no se produjo.

## Consejero del rey
Una vez alcanzada, en 1776, la posición más alta dentro de la secretaría de Estado como oficial mayor más antiguo, fue enviado a Roma dos años después como secretario de la embajada. Era una de las embajadas más prestigiosas, un premio por tanto a su carrera. Poco después le vemos, sin embargo, de vuelta en Madrid, y en 1780 es nombrado consejero de capa y espada del Consejo de Indias. Era éste el destino habitual de los oficiales mayores de la secretaría de Estado, un puesto honorífico, con el que coronar una larga trayectoria al servicio del monarca, que le permitiría pasar con tranquilidad los últimos años de su vida. Con toda la experiencia adquirida a lo largo de su carrera, se esperaba que los antiguos oficiales que ofrecieran el consejo de su experiencia sobre los distintos asuntos que trataban.
Ocurría sin embargo, y esto le pasó también a Iriarte, que eran colocados en Consejos sobre los que sabían poco o nada. En el Consejo de Indias poco podría aportar, pues lo suyo eran los asuntos de estado, a los que había dedicado su carrera profesional, y aunque sin duda había visto temas que afectaban a las Indias, no era el terreno que dominaba. En 1785 se intentó remediar esta situación, haciendo del Consejo de Estado la salida natural de los antiguos oficiales de la secretaría de Estado, si bien se mantuvo también el Consejo de Indias y el de Guerra, debido a «la instrucción que en ambos Tribunales se requiere de los Tratados, intereses y relaciones con las Naciones extranjeras y de otras materias de Estado». Junto a este destino, fue nombrado también vocal de la Junta de Comercio y Moneda en 1782 y vicepresidente de la Compañía de Filipinas en 1787.
Fue en esta década de 1780 donde debió perder el favor que tenía cerca del conde de Floridablanca, auténtico primer ministro de Carlos III en aquellos años. Es posible que en estos años se produjera un acercamiento de los Iriarte hacia el otro gran patrón de la corte de Carlos III, el conde de Aranda, embajador en aquellos años en la corte de Luis XVI. Domingo, hermano de Bernardo, pasó en 1787 de la embajada de Viena a la de Versalles, con el mismo cargo de secretario de la embajada, y sería así como se pondrían en contacto con el noble aragonés.
Quizá por esta posible cercanía con Aranda, opuesto a la política de Floridablanca, se opuso Bernardo de Iriarte al ministro de Carlos III y después de Carlos IV, urdiendo un complot en 1789 junto a Delitala para desprestigiar a Floridablanca a los ojos del rey, además de presentar un memorial criticando la política del ministro murciano. Fue por esto detenido y se le inició un proceso, sin que sepamos cual fue el resultado del mismo. La posterior caída de Floridablanca y el consiguiente ascenso de Aranda mitigaron, sin embargo, cualquier posible castigo que cayera sobre Bernardo de Iriarte, pues en 1791 le encontramos como vicepresidente de la junta de gobierno y el año siguiente como viceprotector de la Real Academia de San Fernando.
En diciembre de 1792 cayó Aranda del gobierno. Habían pasado tres años desde el estallido de la Revolución francesa, que puso en tela de juicio todo lo que sonara a Ilustración. Carlos IV había utilizado a las dos grandes figuras políticas del reinado de su padre, y ninguna había dado los resultados que él esperaba. Ni la oposición intransigente a la revolución, que preconizaba Floridablanca, ni el tímido entendimiento con ella que defendía Aranda surtieron efecto. Ante esta tesitura, Carlos IV decidió buscar un hombre nuevo, al margen de los enfrentamientos de la corte, con nuevos aires e ideas. Así, nombró a su favorito, Manuel Godoy, para hacer frente a una de las coyunturas más complicadas de los últimos siglos.

### Los años de Godoy
Carente de cualquier tipo de prestigio personal, tanto por su juventud como por sus orígenes, Godoy se rodeó de numerosas figuras de renombre, para dotar de mayor peso a su gobierno. Esto le convirtió en «foco de atención y esperanza por parte de un grupo de jóvenes intelectuales, Juan Pablo Forner, Leandro Fernández de Moratín, Meléndez Valdés, como posible partidario de la Ilustración». Durante este primer gobierno de Godoy, Bernardo de Iriarte fue una de esas figuras con las que el nuevo ministro trató de dar mayor fuerza a su gobierno. Así, fue nombrado consejero camarista en el Consejo de Indias, y más adelante vocal de la Junta de Agricultura, Comercio y Navegación de Ultramar.
Durante estos primeros años de Godoy, Iriarte conservó el favor del ministro, pues en 1798, cuando se casó, con más de sesenta años, con Antonia Sáenz de Tejada, solicitó que si ésta quedaba viuda recibiera una pensión del Montepío, y Godoy le apoyó escribiendo una carta a Jovellanos. Normalmente, no habría ningún problema, pero desde 1788 se estableció que perderían los beneficios del Montepío aquellos que contrajesen matrimonio después de haber cumplido los sesenta años, e Iriarte debió movilizar a sus amistades, como Godoy, para conseguir la licencia.
Sin embargo, algo debió ocurrir años después, pues Iriarte perdió en 1802 su cargo de consejero del Consejo de Indias, sin que tengamos noticias de algún tipo de enfermedad o indisposición que le impidiera ejercer el cargo. Quizá le ocurrió lo que a tantos otros ilustrados: se desengañó con Godoy. De hecho, si Jovellanos fue desterrado a Mallorca, Iriarte fue expulsado de Madrid y desterrado a Valencia primero y después a Andalucía.

### Afrancesado
Cuando en 1802 Iriarte fue relevado de su cargo en el Consejo de Indias, debió pensar que sus casi cincuenta años de servicio a la monarquía tocaban a su fin. Tenía por entonces la más que respetable edad de sesenta y siete años y contaba con la enemistad del todopoderoso Godoy. No era un buen panorama si hubiera querido volver a la administración. Sin embargo, la invasión napoleónica de 1808 cambió todas las cosas, y le ofrecería a nuestro protagonista una última oportunidad. Fueron cambios tan profundos, que cambio hasta la propia posición de Iriarte, que de dar un donativo de 500 reales en septiembre de 1808 para contribuir al esfuerzo bélico, pasó a ser uno de los ministros de José I. Ya en enero de 1809, apenas unos meses después de su donativo, fue enviado Iriarte como uno de los diplomáticos que envió Madrid a Napoleón para tratar sobre la sumisión de la capital al emperador francés.
Tras este acercamiento, Iriarte pasó a ser uno de los ministros de José I, uno de todos esos ilustrados que habían servido bajo Carlos III y Carlos IV, y que acudieron a la llamada del nuevo monarca pensando que con él se daría el esfuerzo necesario para llevar a cabo las reformas que necesitaba España. Hombres que habían diseñado proyectos que, por unas razones u otras, no pudieron llevar a cabo en los reinados anteriores, y que ahora veían que los podían llevar a cabo.
Fueron hombres como el propio Iriarte, Cabarrús, Urquijo, Miguel José de Azanza, etc. Como dice Miguel Artola, «con rara unanimidad (...), los ilustrados del tiempo de Carlos III se enrolaron bajo las banderas de José I, constituyendo el núcleo del partido que se llamaría afrancesado». Muchos de ellos habían servido también en el primer gobierno de Godoy, al que vieron, al principio, como una nueva posibilidad de reforma. Pronto, como hemos visto se desencantaron, y vieron como sus proyectos para una reforma templada del país no se llevaban a cabo. Con el nuevo reinado, intentarán poner en práctica esos proyectos, sin tener en cuenta que el tiempo había pasado, y que las viejas propuestas quizá ya no eran tan útiles como lo podían haber sido anteriormente. Como dijo despectivamente el embajador francés, el conde de la Forest, sobre un plan económico de Cabarrús, ministro de Hacienda: «El conde de Cabarrús vaciaba una vieja cartera».
La nueva administración llevó a cabo una serie de reformas siguiendo el modelo imperial francés para hacer más fácil y directo el gobierno del país, basándose en dos puntos clave: la centralización y el aumento de poderes del monarca. Aparece la figura del ministro-secretario, una especie de primer ministro cuya función es la coordinar al resto del gabinete, y acompaña al soberano donde quiera que éste vaya. Destaca también la creación del ministro de Interior, una figura copiada de la existente en Francia en aquellos años, sustituto del Consejo de Castilla, y que se encargaba del gobierno del país. Otra innovación importante (siguiendo también el modelo francés) fue la del Consejo de Estado, en el cual quedó integrado Bernardo de Iriarte el 8 de marzo de 1809.
El Consejo de Estado estuvo formado, en su mayoría, por antiguos consejeros del estado Borbón, como ocurre en el caso de Iriarte. A ellos se les sumaban los ministros, y trataban aquellos asuntos que el monarca sometía a su consideración. Dividido en secciones, cada una de éstas preparaba los asuntos encomendados, que después eran sometidos a discusión por todo el Consejo, y el parecer era enviado al rey. Junto a estas funciones, también se ocupaba de solucionar contenciosos dentro de la Administración y sus miembros eran utilizados en distintas tareas por el monarca (si bien esto no le ocurrió a Iriarte).
La importancia de esta institución en el reinado de José I fue muy importante dado que sustituyó a las Cortes, que nunca fueron convocadas, para aprobar las leyes. Como vemos, se trataba de un órgano de gran utilidad, un fondo humano, dotado de experiencia y conocimientos, del que el monarca se podía servir en cualquier momento, ya fuera para tomar consejo, ya fuera para encomendar misiones especiales. Sin embargo, por unas razones o por otras, no ofreció los resultados que se esperaban de él, algo de lo que se quejaba el conde de la Forest, el crítico embajador francés, que se lamentaba de los problemas que muchas veces se presentaron para que funcionara de la manera adecuada.
Y es que a este Consejo le ocurrió lo mismo que a tantas otras instituciones del estado bonapartista español: la falta de recursos debido a la guerra. Con la búsqueda de fondos con los que financiarla, ésta fue la principal preocupación del gobierno en aquellos años. El fracaso en esta tarea, junto a la dependencia crónica de Francia, llevó a la parálisis al gobierno en muchas ocasiones, pues no conseguía imponerse a los generales de Napoleón, que eran los auténticos señores del país, gracias a su control sobre los ejércitos. Cuando llegó la derrota de las armas francesas, el estado de José I se vino abajo, y todos los colaboradores españoles con los que contaba se tuvieron que ir a Francia. En el país vecino recibieron ayuda por los servicios prestados, a pesar de las dificultades por las que atravesaba el propio estado francés. Entre éstos se encontraba Bernardo de Iriarte, que falleció en julio de 1814 en Burdeos.

## Conclusión
Uno a uno, Bernardo de Iriarte fue siguiendo todos los pasos de una carrera típica dentro de la administración. Su caso, que es el que hemos estudiado, podría ser extrapolado a otros personajes, con resultados similares: largos años de servicio a la Corona que terminan, normalmente, con la misma muerte del personaje. El caso de Bernardo de Iriarte fue excepcional, tanto por su longevidad como por el período que vivió (los años de la Revolución francesa y Godoy). No obstante, al final acabó muriendo al servicio de un rey de España, aunque en un sistema distinto del que había conocido toda su vida.
Servir a la monarquía era un servicio exigente, al que solo unos pocos afortunados podían acceder, los más preparados o aquellos que tenían un contacto dentro de ella. Un servicio en el que estaba claro quién era el señor (el rey) y quién los sirvientes (todos los demás). Sin embargo, el grado de complejidad que adquirieron los negocios, su enorme volumen, hicieron de estos siervos de la monarquía personajes auténticamente insustituibles, sin los cuales el enorme aparato burocrático no funcionaría. Así, adquirieron un poder extraordinario, una influencia destacada, y consiguieron que el rey, en teoría su señor, quedara completamente a merced suya. Parafraseando a John Elliott, y llevando las cosas un poco al extremo, podríamos decir que «sería difícil decir (...), quiénes eran los señores y quiénes los criados».

## Archivos
Archivo Histórico Nacional, Sección de Estado, Legajos: 3418, 3549